# Victor Horta
Pour les articles homonymes, voir Horta.
 (juillet 2016).
Si vous disposez d'ouvrages ou d'articles de référence ou si vous connaissez des sites web de qualité traitant du thème abordé ici, merci de compléter l'article en donnant les références utiles à sa vérifiabilité et en les liant à la section « Notes et références ».
Le baron Victor Horta, né le 6 janvier 1861 à Gand et mort le 8 septembre 1947 à Bruxelles, est un architecte belge. Il est un des principaux acteurs de l'Art nouveau en Belgique.
Il rompt avec l'architecture traditionnelle des maisons bourgeoises, défend le plan libre, la fluidité de l'espace organisé autour du vestibule et de la cage d'escalier et le passage de la lumière favorisé par les verrières et les puits de lumière. Il conçoit chaque détail de ses habitations, jusqu'au mobilier, assemble les matériaux de construction avec les matériaux les plus luxueux, utilise largement le métal et le verre à côté de la pierre. Son vocabulaire architectural est basé sur la ligne courbe, le coup de fouet qui devient vite sa marque de fabrique. L'Art Nouveau passe rapidement de mode et les œuvres d'Horta sont délaissées puis détruites et, maintenant, réhabilitées.

## Biographie

### Origines familiales
Pour le côté paternel : le père de Victor Horta, nommé Petrus Horta, était un modeste artisan cordonnier, né à Bruges en 1795 et venu s'établir à Gand. On retrouve ainsi les huit arrière-grands-parents de ce Petrus Horta à Bruges. Le trisaïeul en ligne paternelle de Victor Horta (le père de son arrière-grand-père), et semble-t-il premier porteur de ce nom Horta à Bruges, Salvator Horta, était mort à l'Hôpital Saint-Jean de Bruges le 9 décembre 1727. Le registre des décès mentionne à cette date : 9 (decembre 1727) Salvatoor Oortha van Napels. Il s'agissait vraisemblablement d'un soldat napolitain qui s'était arrêté dans les Pays-Bas méridionaux. Il avait épousé une certaine Isabelle Bruggeman, Bourgeman ou Bourgman. Il laissait trois enfants nés à Bruges, et baptisés à Notre-Dame (3e portion) : Michaël Carolus né le 5 novembre 1721, Regina née le 14 janvier 1724 et Guido né le 31 mars 1726. Ce dernier sera le père de Jacobus Horta, menuisier, baptisé à Bruges (Notre-Dame 3e portion) le 24 novembre 1768, qui épousa à Bruges en 1790 Anna Theresia De Ceuninck, née à Bruges en 1769. Ces derniers seront les grands-parents de Victor Horta, qui ne les connaîtra cependant jamais car ceux-ci étaient déjà morts lorsqu'il naquit à Gand. Il est vrai que le père de Victor était déjà âgé à la naissance de son fils, et que Victor sortait à peine de l'adolescence lorsqu'il perdit son père en 1880.
Pour le côté maternel : la mère de Victor Horta, que Petrus Horta avait épousé en secondes noces à Gand en 1851 se nommait Henriette Coppieters. Elle était née à Lede en 1824, et son père Jacques Coppieters y était aubergiste bien que né à Hamme. Le grand-père maternel de celle-ci, Joannes Baptiste Vandersteen, était huissier à Lede. Ainsi , les origines familiales maternelles de Victor Horta sont à trouver dans la région entourant Termonde, avec ses ascendants ayant vécu à Waesmunster, Zele, Lede, etc.

### Jeunesse

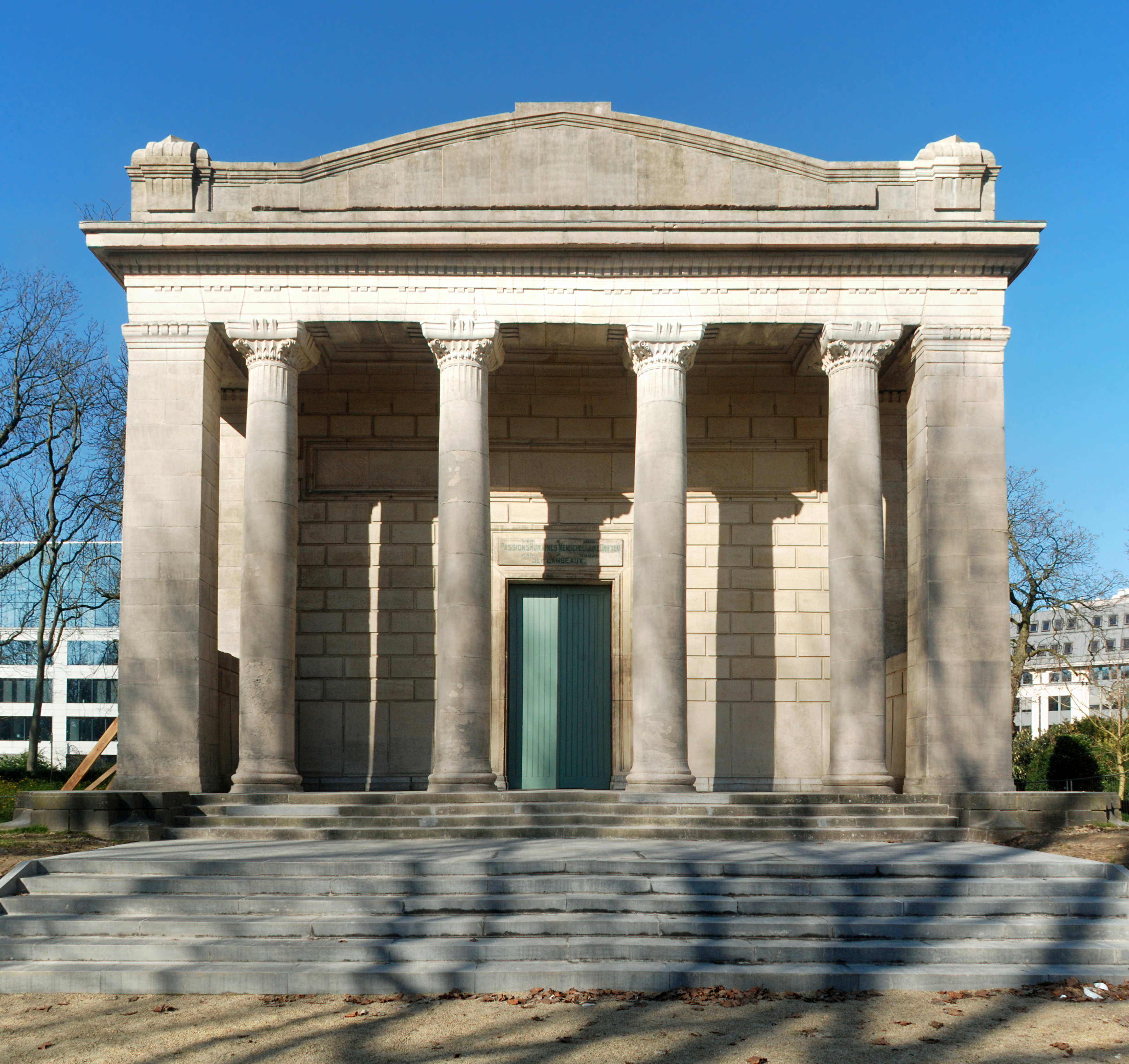
Pavillon des Passions humaines (1890-1897).

Victor Petrus Horta naît à Gand le 6 janvier 1861 au sein d’une famille nombreuse. Il est le quatorzième de quinze enfants. Sa mère, Henrica dite Henriette Coppieters (née à Lede le 24 novembre 1824), est la seconde épouse de Petrus Jacobus Joannes dit Pierre Horta (né à Bruges le 31 août 1795), qui a déjà dix enfants de son premier mariage. C'est un artisan cordonnier qui « exerçait son métier avec une telle supériorité que pour lui il était un art » (Mémoires, p. 283). Henrica donne naissance à cinq enfants, Victor étant le quatrième. Pierre Horta aimait également la musique et le jeune Victor se sentit brièvement attiré par la pratique du violon. Mais il est renvoyé pour indiscipline du Conservatoire de Musique et s’inscrit en dessin d’architecture à l’académie royale des beaux-arts de Gand. En 1878, il part pour Paris chez l’architecte décorateur, Jules Dubuysson à Montmartre et revient à Gand deux ans plus tard, à la mort de son père. Il épouse en 1881 Pauline Heyse. Elle est enceinte, ils sont mineurs et Victor Horta n'a pas encore achevé sa formation. Le couple s’installe à Bruxelles. Leur fille, Marguerite, née à Bruxelles le 11 juillet 1881, meurt à l'âge de sept mois à Bruxelles le 14 février 1882.
Victor Horta suit des cours à l’Académie des Beaux-Arts tout en travaillant pour assurer sa vie quotidienne : il est admis dans l’atelier de l’architecte Alphonse Balat qu’il révérera toute sa vie. Il travaille avec Balat sur la construction des serres royales de Laeken, c'est son premier bâtiment à utiliser le verre et le fer.
Dans son testament, rédigé en 1944, Horta ressent encore le besoin d’affirmer sa dette à l’égard de son maître.
En 1884, Victor Horta remporte le premier prix Godecharle pour l'architecture. Cette bourse l'amène à voyager en France et en Allemagne.
En 1888, il rejoint la franc-maçonnerie en étant admis dans la loge maçonnique bruxelloise Les Amis philanthropes, qui compte déjà son ami le sculpteur Godefroid Devreese parmi ses membres.
C’est grâce à Balat que le jeune homme, fort seulement de trois maisons construites à Gand en 1885, reçoit la commande en 1889 d’un petit édifice destiné à abriter la sculpture monumentale de Jef Lambeaux, Les Passions humaines (Parc du Cinquantenaire à Bruxelles).
Le 7 mai 1890, à Bruxelles, naît sa seconde fille Simone : dans ses Mémoires rédigées à partir de 1939, il évoque son amour profond pour cette enfant. Il en obtiendra la garde après son divorce en 1906. Elle mourut à Ixelles le 21 décembre 1939.

## Carrière

### Hôtels de maître

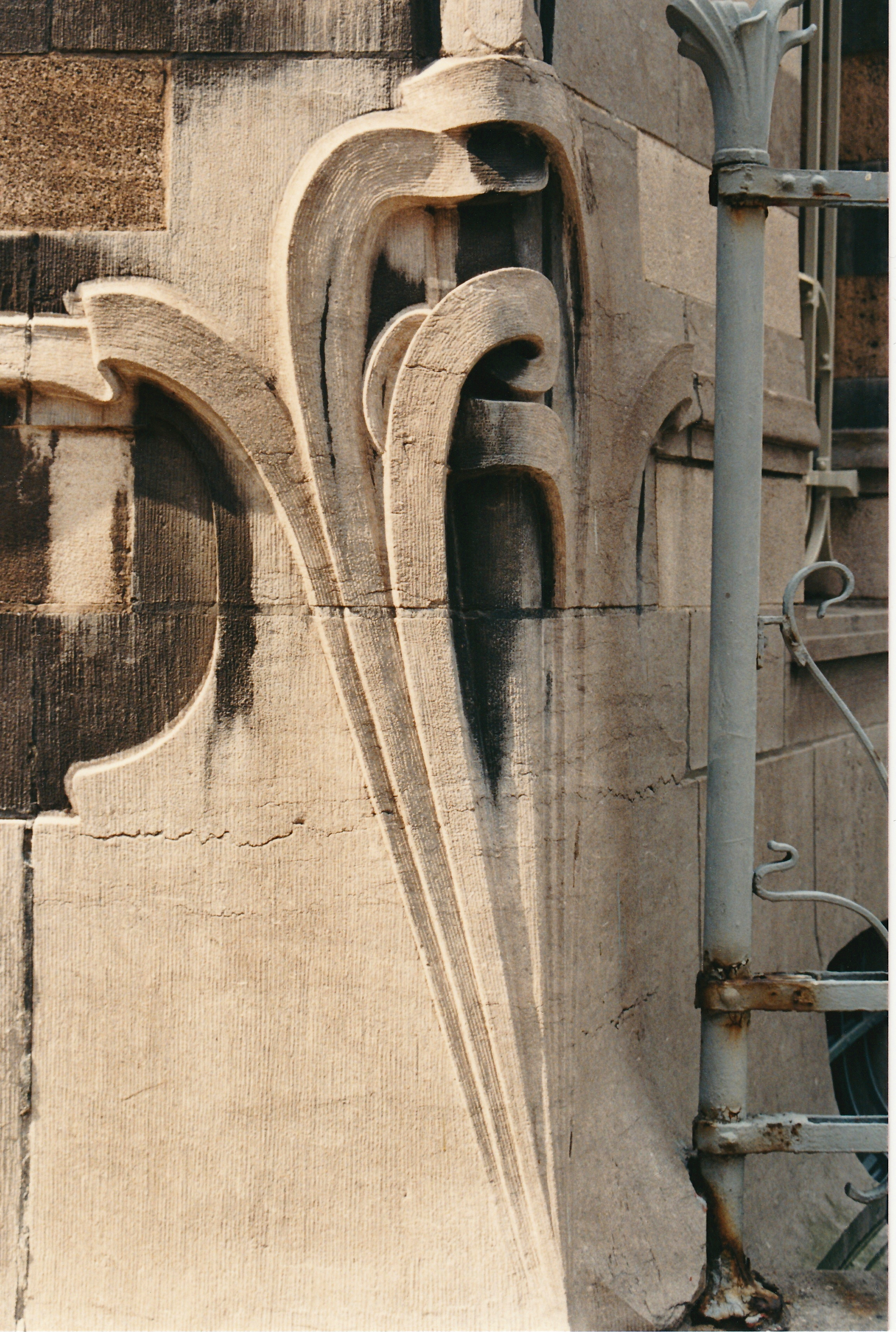
Ornement de l'Hôtel Deprez-Van de Velde.

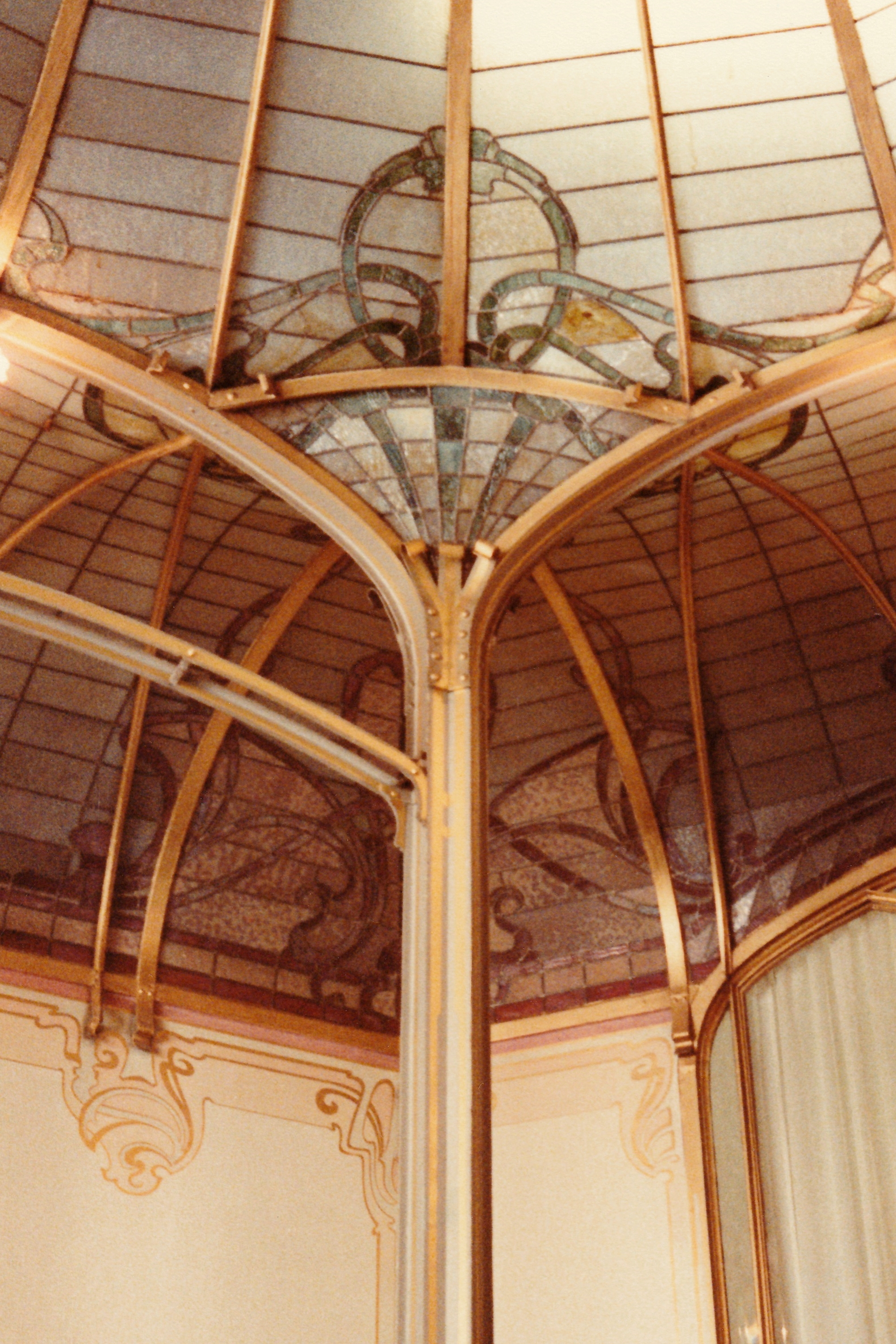
Intérieur de l'Hôtel van Eetvelde.

Après des années de galère, la carrière d’Horta prend soudainement son essor. Deux amis, Eugène Autrique et Emile Tassel, dont il a fait la connaissance au sein de la loge maçonnique des Amis Philanthropes où il a été admis en 1888, lui confient chacun la construction d’un petit hôtel de maître (Maison Autrique, 266 chaussée de Haecht à Schaerbeek et hôtel Tassel, 6 rue Paul-Émile Janson à Bruxelles). Horta touche au but qu’il s’était fixé, « créer une œuvre personnelle dans laquelle se retrouverait le rationalisme constructif, architectural et social » (Mémoires, p. 13).

#### Hôtel Tassel
Construite en 1893, cette maison est considérée comme la première maison de l'Art nouveau à Bruxelles. C'est la concrétisation d'un système constructif  imaginé par Viollet-le-Duc dans sa maison à pans. Son plan diffère de la répartition classique des habitations bourgeoises de l'époque, tout en répondant parfaitement aux besoins des propriétaires comme toutes les maisons de Victor Horta.
Le passage de la lumière est soigneusement étudié : puits de lumière, portes munies de vitraux ou lanterneaux laissent passer la lumière.

#### Maison Autrique
En 1893, Victor Horta fait construire une maison de ville pour son ami Eugène Autrique. L'intérieur a un plan traditionnel, en raison d'un budget limité, mais la façade comprend déjà certains des éléments qu'il va ensuite développer : la mosaïque, les vitraux, les colonnes de fer, les sgraffites et la sculpture sur bois.
Victor Horta ne semble pas avoir conçu le mobilier de cette maison mais l'intérieur comporte des éléments de décorations typiques comme les motifs en gerbe de la rampe d'escalier et la ligne courbe à partir d'un point central dans la mosaïque.
En 1894, Horta est élu président de la Société centrale d'architecture belge, dont il démissionne dès l'année suivante à la suite d'un différend provoqué par l'attribution de la commission pour un jardin d'enfants rue Saint-Ghislain sans concours public.
À cette époque, grâce à des conférences et des expositions organisées par l'association d'artistes Les Vingt, Horta se familiarise avec le mouvement britannique Arts and Crafts qui influence son travail ultérieur.

#### Hôtel Solvay
C’est grâce à un ami de Tassel, l’ingénieur Charles Lefébure, secrétaire d’Ernest Solvay, qu’Horta sera introduit en 1894 auprès de la famille Solvay. Aux deux premières commandes plutôt modestes — un monument à Alfred Solvay dans la cour de l’usine à Couillet et le tombeau familial au cimetière d’Ixelles — succèdent la transformation du château de La Hulpe, la construction d’un bel hôtel de maître, 224 avenue Louise (1894) et d’un château à Chambley-Bussières (en Lorraine française) pour le baron Henry de Wangen, gendre de Solvay (1897).
L'hôtel Solvay est sans doute une des œuvres les plus remarquables de Victor Horta. Il dispose d'un budget considérable et d'une carte blanche pour cette construction.
L'immeuble occupe 15 mètres à front de rue et s'étend sur 20 à 25 mètres en longueur. La façade avant est relativement sobre mais d'une grande élégance. Elle est en grande partie symétrique, en pierre bleue et pierre blanche mais intègre aussi le verre et le fer, des matériaux plus modernes. Elle est percée de bouches d'aération qui assurent la climatisation naturelle des espaces intérieurs et donnent un grand confort à la maison.
À l'intérieur, Horta innove avec le décloisonnement des espaces, l'utilisation des structures métalliques et de matériaux précieux (marbres, bois exotiques, velours, or et laiton) et par le traitement de la lumière. A côté des matériaux luxueux, il utilise aussi, avec audace, des matériaux à caractère industriel comme les briques vernissées et les poutres rivetées. Le mobilier reprend les formes et motifs de l'architecture, notamment la fameuse ligne courbe. Victor Horta conçoit chaque détail; meubles, tapis, luminaires, vaisselle et même la sonnette.
Pour la décoration de l'escalier, Horta coopère avec le peintre pointilliste belge Théo Van Rysselberghe.
L'hôtel Solvay est classé par l'arrêté royal du 7 avril 1988. Le jardin et les anciennes écuries sont classés par arrêté gouvernemental du 22 avril 1999. Depuis 2003, l'hôtel est inscrit, à l'instar d'autres œuvres bruxelloises de Victor Horta, sur la liste du patrimoine mondial de l'Unesco,.
L'hôtel appartient désormais à la famille Wittamer qui l'a acheté en 1958 et considérablement rénové. Tout le mobilier, les lustres, les tapis, les horloges et les vases d'origine ont été préservés et sont encore présents dans la maison.
En 1894 toujours, l’avocat Maurice Frison avec qui Horta a noué une solide amitié lui confie la construction de sa maison, 37 rue Lebeau à Bruxelles, une commande qui semble attirer l’attention de Charles Buls, alors échevin. La Ville de Bruxelles, hors de toute procédure de concours, commande à Horta un jardin d’enfants dans les Marolles (40 rue Saint-Ghislain). Dans ce même quartier populaire de Bruxelles, Horta construit un bâtiment majeur : la Maison du Peuple pour le parti ouvrier belge (1895-1899). Il affirme dans ses Mémoires qu’il a été choisi pour « sa manière esthétique » (Mémoires, p. 43) et pas pour ses idées politiques « quoiqu’elles correspondaient ». Les sympathies d’Horta étaient manifestes : il avait donné des cours à la Section d’Art, dans l’ancienne Maison du Peuple, rue de Bavière, et fréquentait amicalement des intellectuels du parti comme Max Hallet, Léon Furnémont (pour qui il construira) ou Emile Vandervelde (qui jouera un rôle important plus tard dans la commande du Palais des Beaux-Arts).

#### Hôtel Winssinger
En 1894, l'ingénieur C. Winssinger fait appel à Victor Horta pour construire une maison rue de l'Hôtel des Monnaies à Saint-Gilles. Il conserve le plan traditionnel des maisons bourgeoises, avec leurs trois pièces en enfilade mais utilise les structures métalliques ainsi que les papiers peints et la moquette venus d'Angleterre. Victor Horta est également, pour la première fois, responsable du mobilier. Il tente la ligne courbe, ce n'est pas un succès total mais c'est là qu'apparaît la contre-forme en forme de haricot qu'il va beaucoup utiliser dans son mobilier par la suite.
On ignore les raisons pour lesquelles Edmond van Eetvelde fait appel à Horta, le secrétaire indépendant du Congo souhaite une maison dont le programme est « celui de tout le monde » : une maison de famille avec de vastes espaces de réception dans un des plus beaux quartiers de Bruxelles, avenue Palmerston. Horta lui répond par une création aux antipodes de la banalité, « le plan le plus audacieux qu’il ait fait jusque-là » (Mémoires, p. 78). À la suite de l’exposition de Tervuren en 1897, Van Eetvelde est anobli et commande bientôt une extension de son hôtel particulier (1899).
Si l’hôtel Tassel a valu à Horta une reconnaissance quasi immédiate pour son audace novatrice, tant de la part d’architectes que du grand public, il faut attendre l’exposition de La Libre Esthétique en 1897 à Bruxelles pour qu’un large public découvre ses qualités de créateur de mobilier et de décorateur : il montre au sein du salon un tapis de laine créé pour Anna Boch, des vitraux et un buffet pour l’hôtel Van Eetvelde, une table de salle à manger et des chaises et un lustre extensible pour l’hôtel Solvay.
L’accumulation de commandes entre 1893 et 1898 permet à Horta d’acheter deux parcelles de terrain rue Américaine à Saint-Gilles pour construire sa propre maison et son atelier. Son art évolue très vite et, au tournant du siècle, il abandonne l’usage démonstratif de structures métalliques : les hôtels Aubecq (520 avenue Louise, 1899), Roger (459 avenue Louise, 1901), Dubois (80 avenue Brugmann, 1901) et Max Hallet (346 avenue Louise, 1902) se distinguent par la beauté du travail de la pierre.

Hôtels de maître
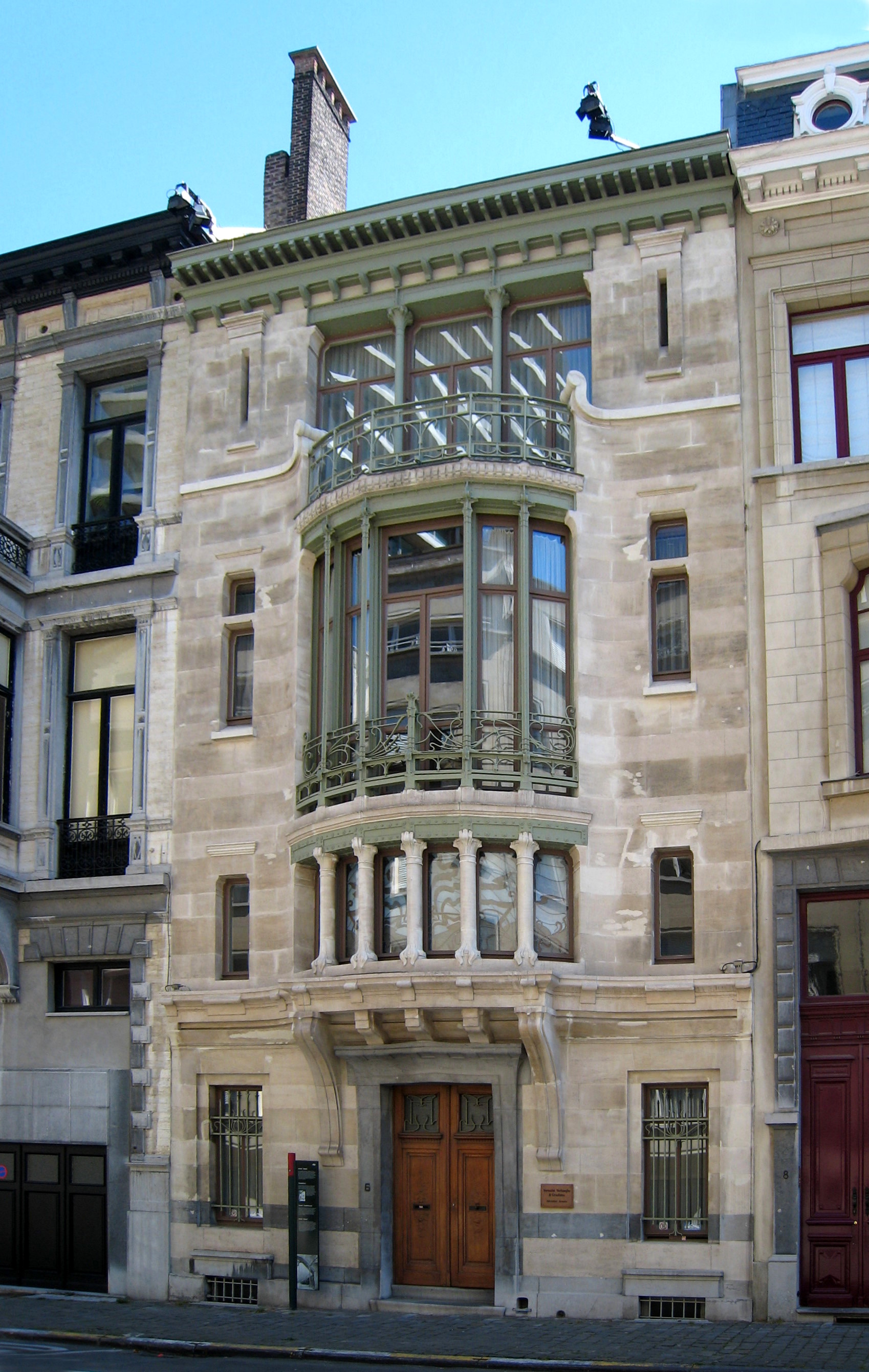
Hôtel Tassel.
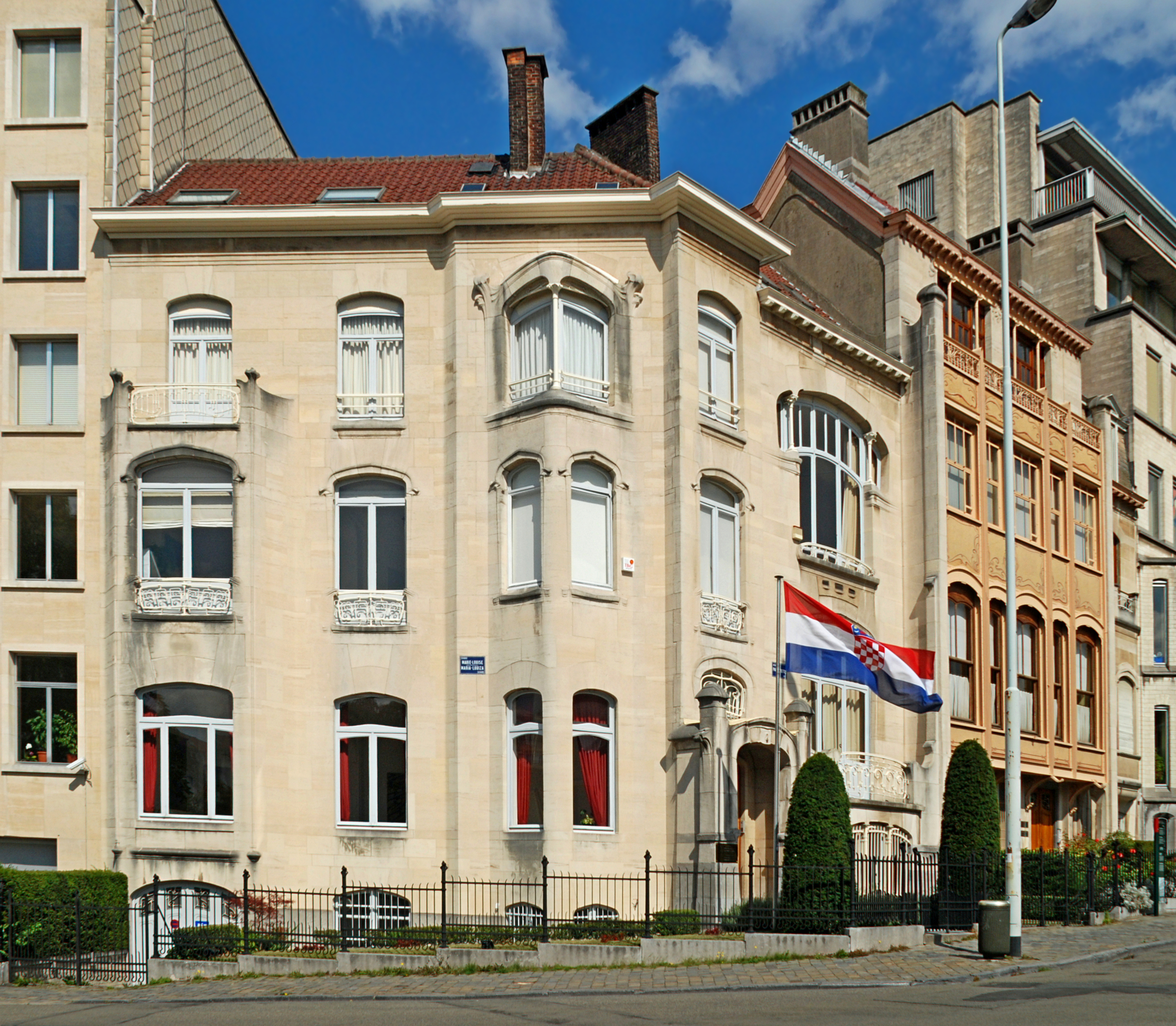
Extension de l'Hôtel van Eetvelde.
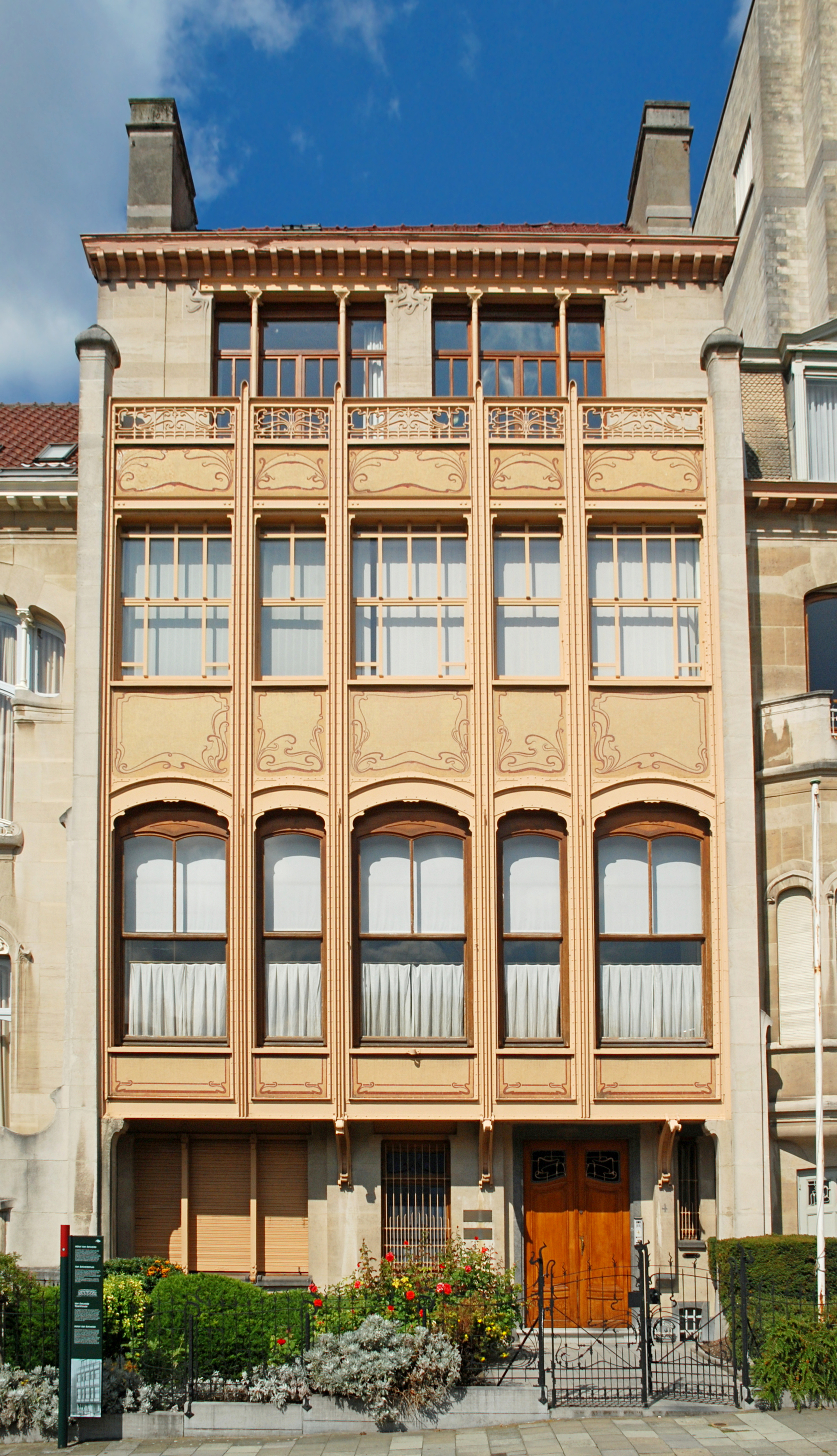
Hôtel van Eetvelde.
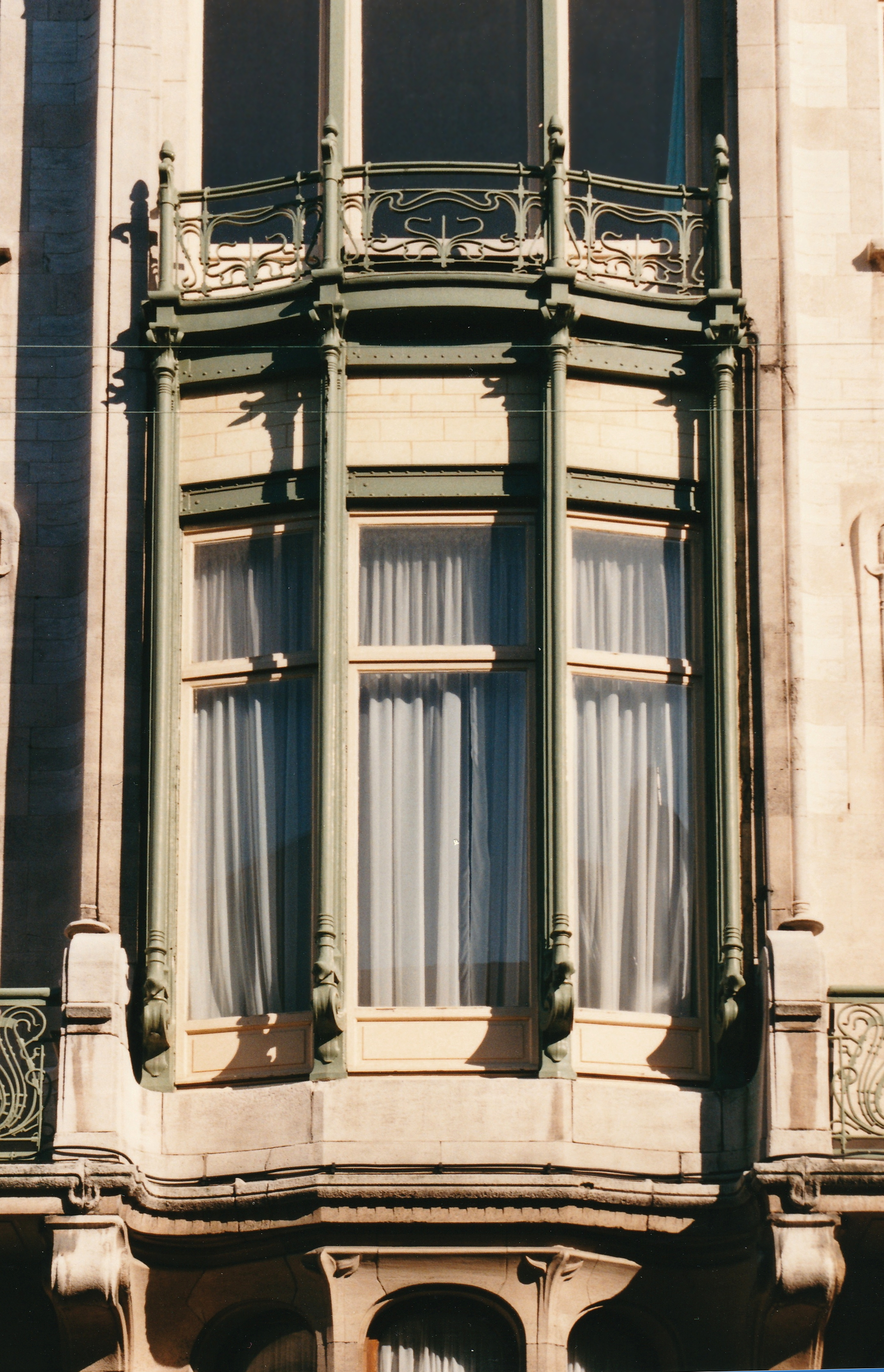
Hôtel Winssinger.
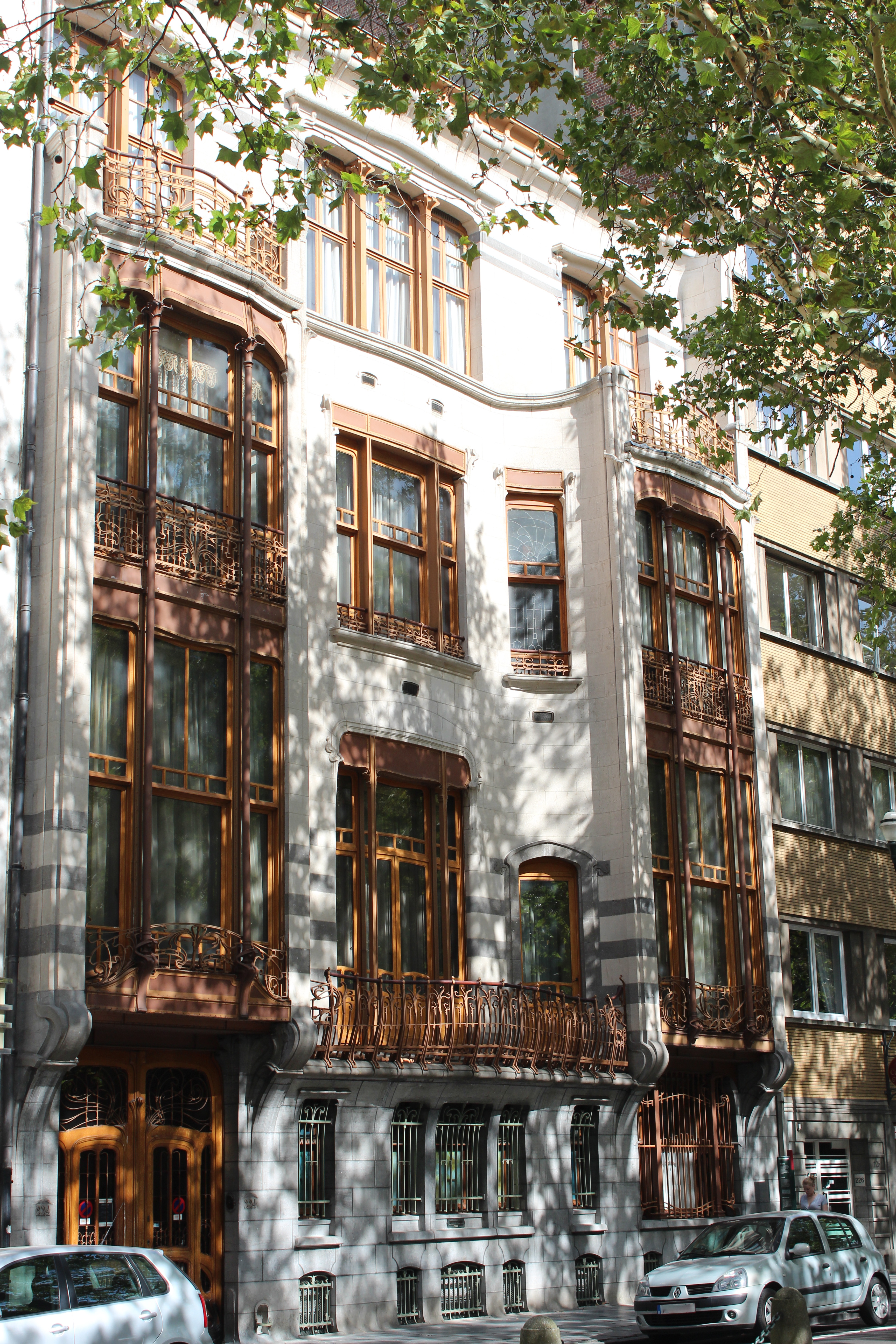
Hôtel Solvay.

### Grands Magasins
Horta n’abandonne pas pour autant les structures métalliques en façade pour les grands magasins où elles sont d’une utilité absolue pour ouvrir le plus largement possible les bâtiments vers la rue. Les commandes de L'Innovation (rue Neuve, 1900 et chaussée d’Ixelles à Bruxelles, 1903 ; sur le Meir à Anvers, 1906), du Grand Bazar Anspach (rue de l’Évêque à Bruxelles et à Francfort-sur-le-Main, 1903), des magasins Waucquez (aujourd'hui Centre belge de la bande dessinée, 20 rue des Sables à Bruxelles, 1906) lui valent probablement la désaffection de sa clientèle privée : offert aux regards de la clientèle des grands magasins, son style porteur d’une image d’avant-garde perd de son exclusivité.
Horta divorce en 1906 et épouse deux ans plus tard Julia Carlson, une jeune femme suédoise professeure de gymnastique.

Grands Magasins
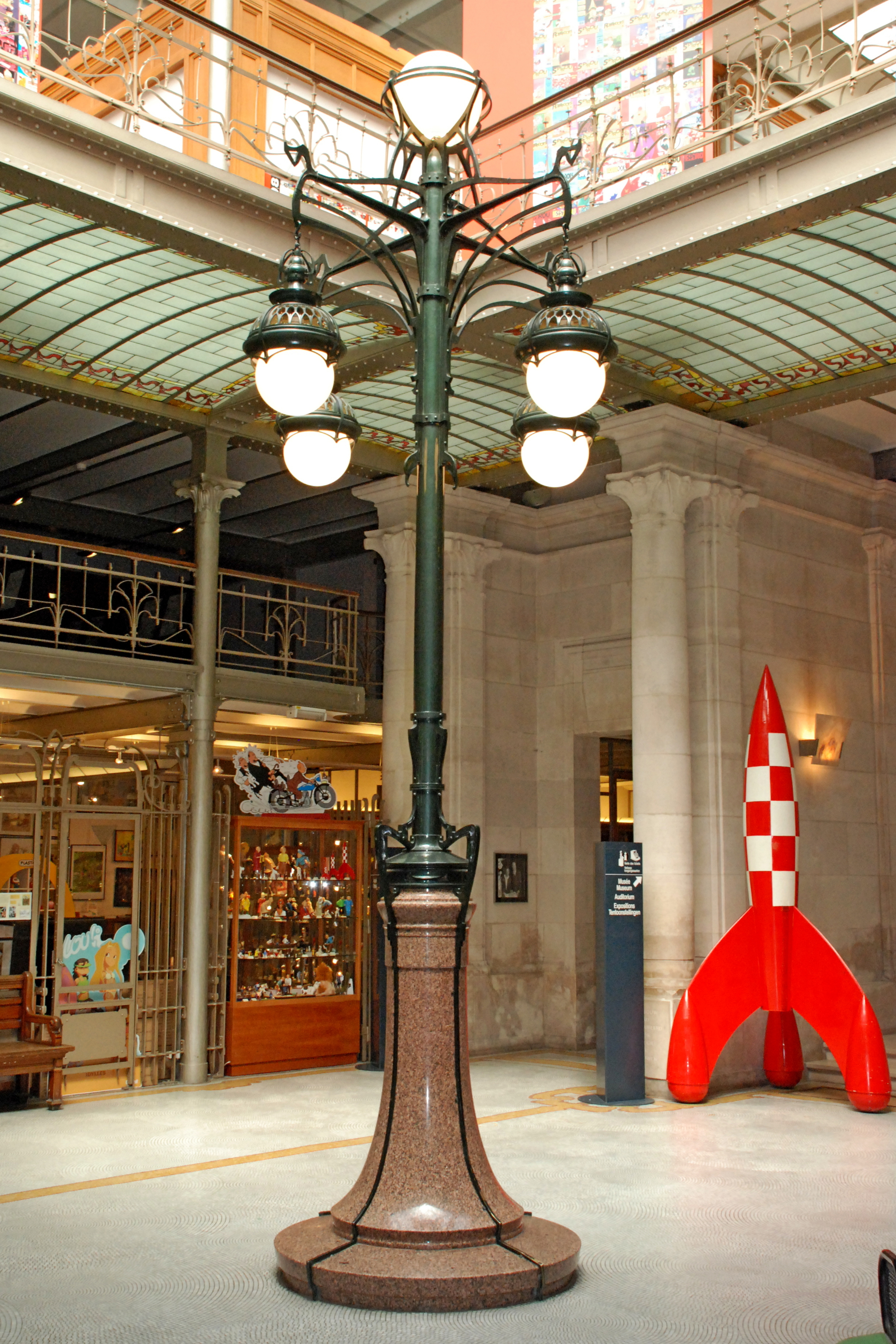
Anciens magasins Waucquez.
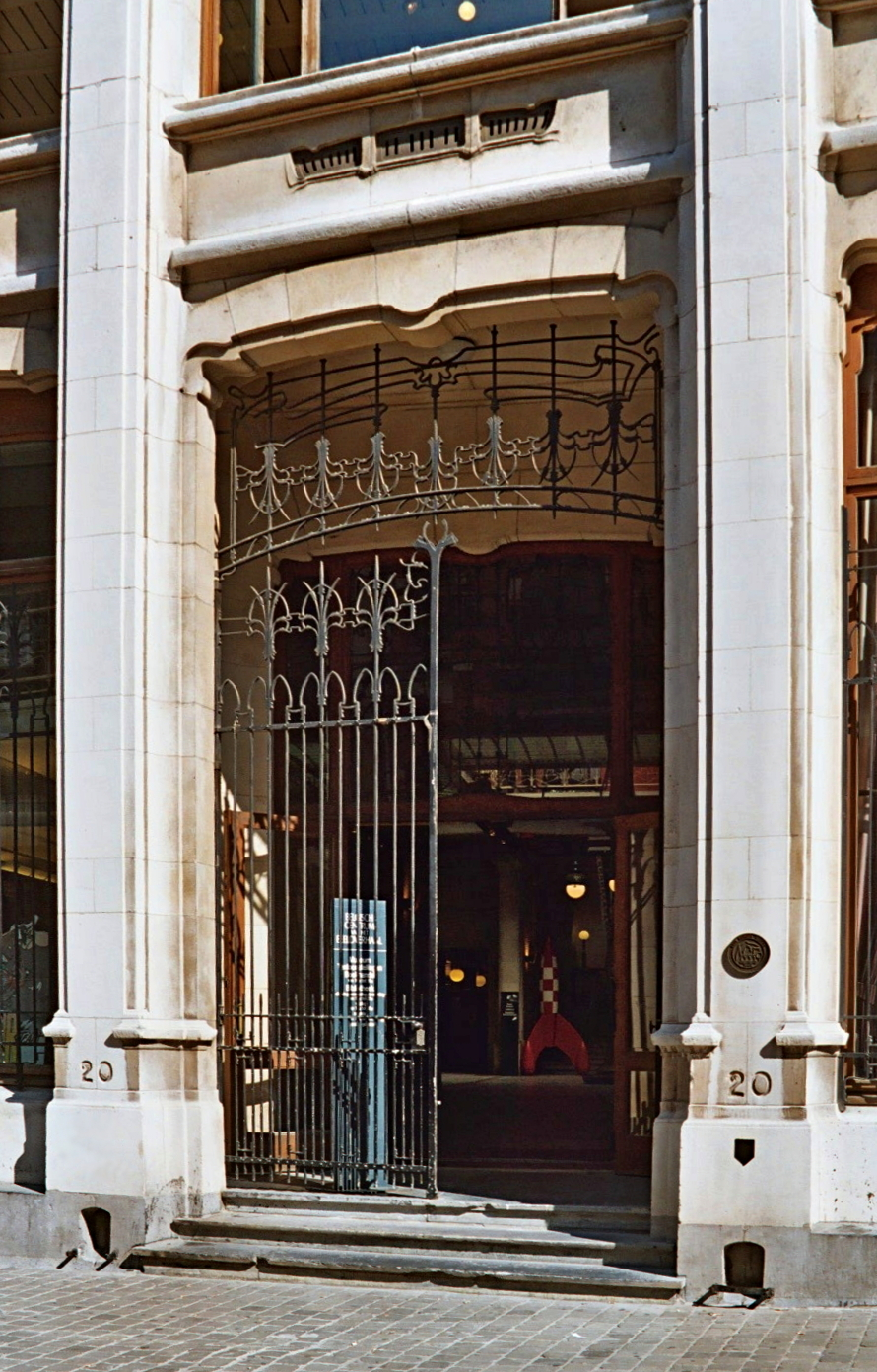
Anciens magasins Waucquez (porte).
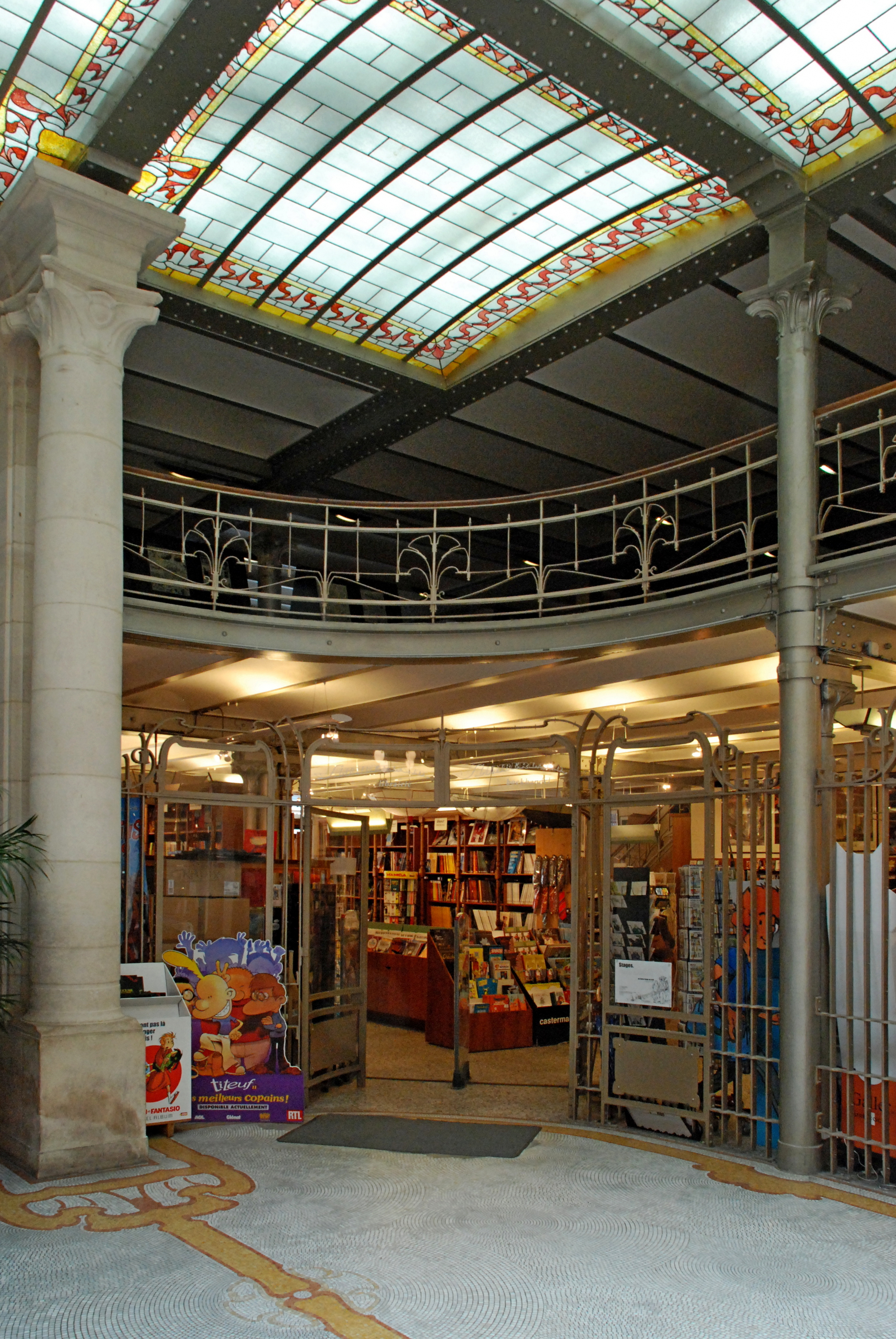
Anciens magasins Waucquez (boutique).
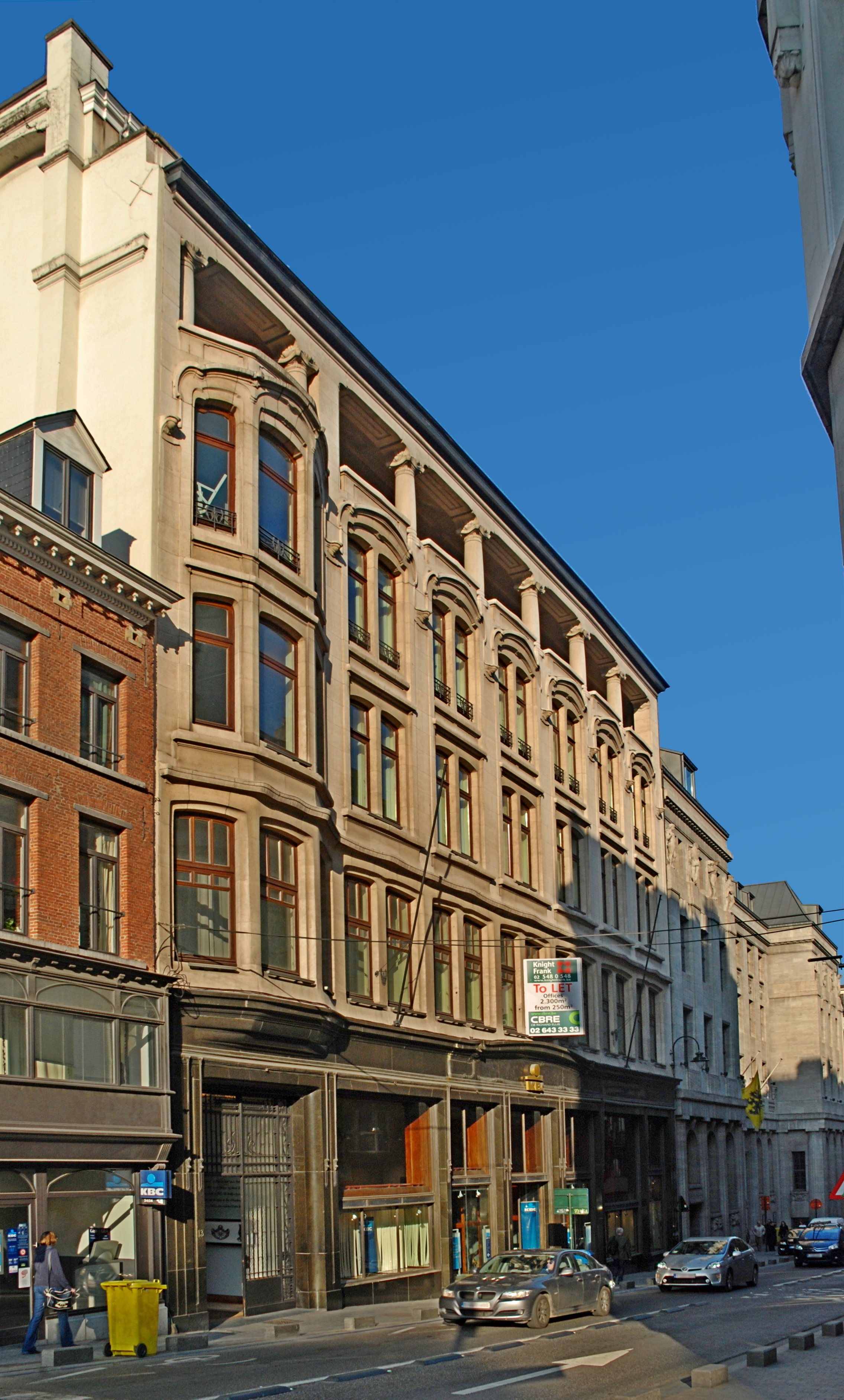
Anciens magasins Wolfers frères.
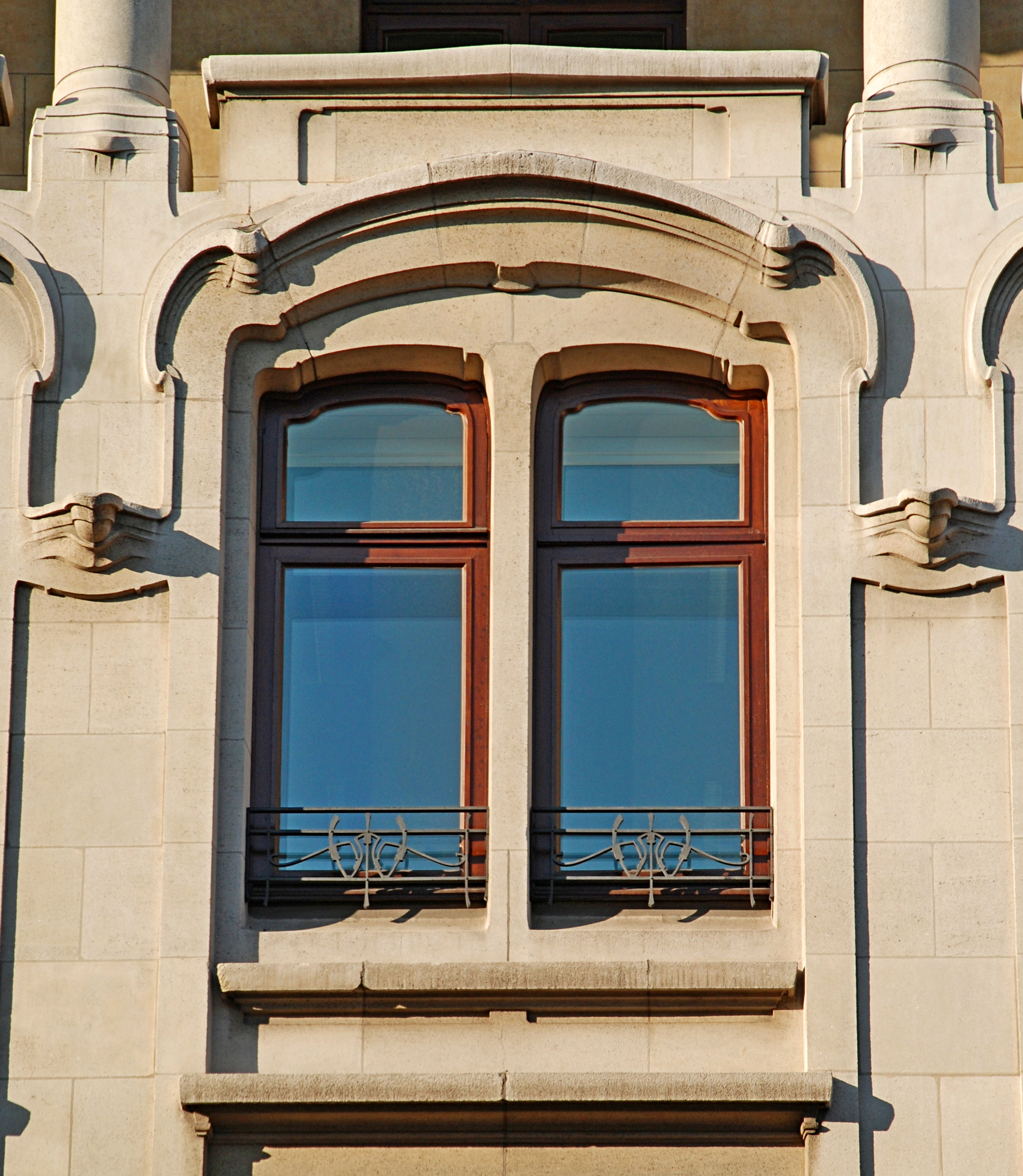
Anciens magasins Wolfers frères (baie du troisième étage).
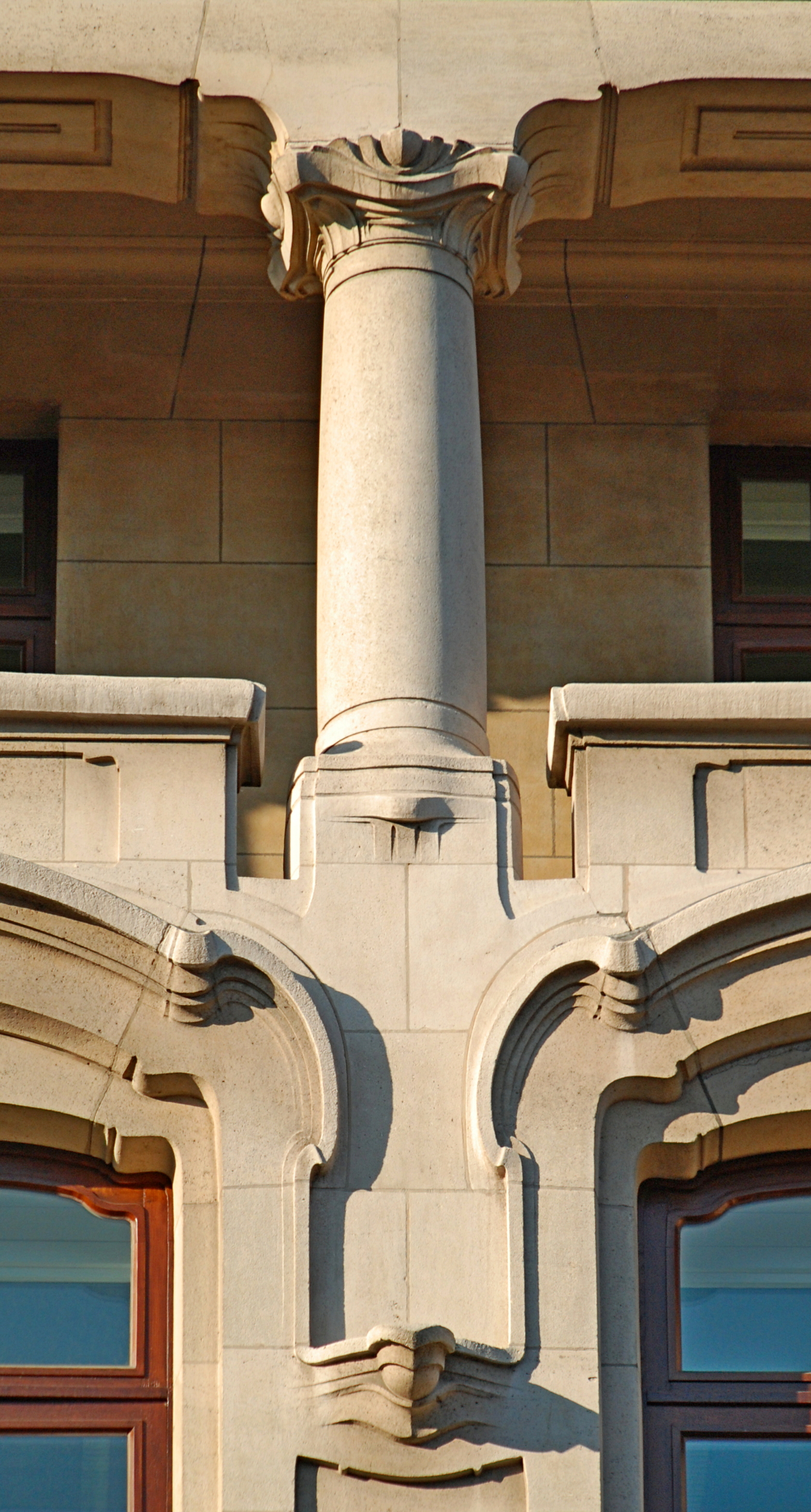
Anciens magasins Wolfers frères (colonne).

### L'enseignement

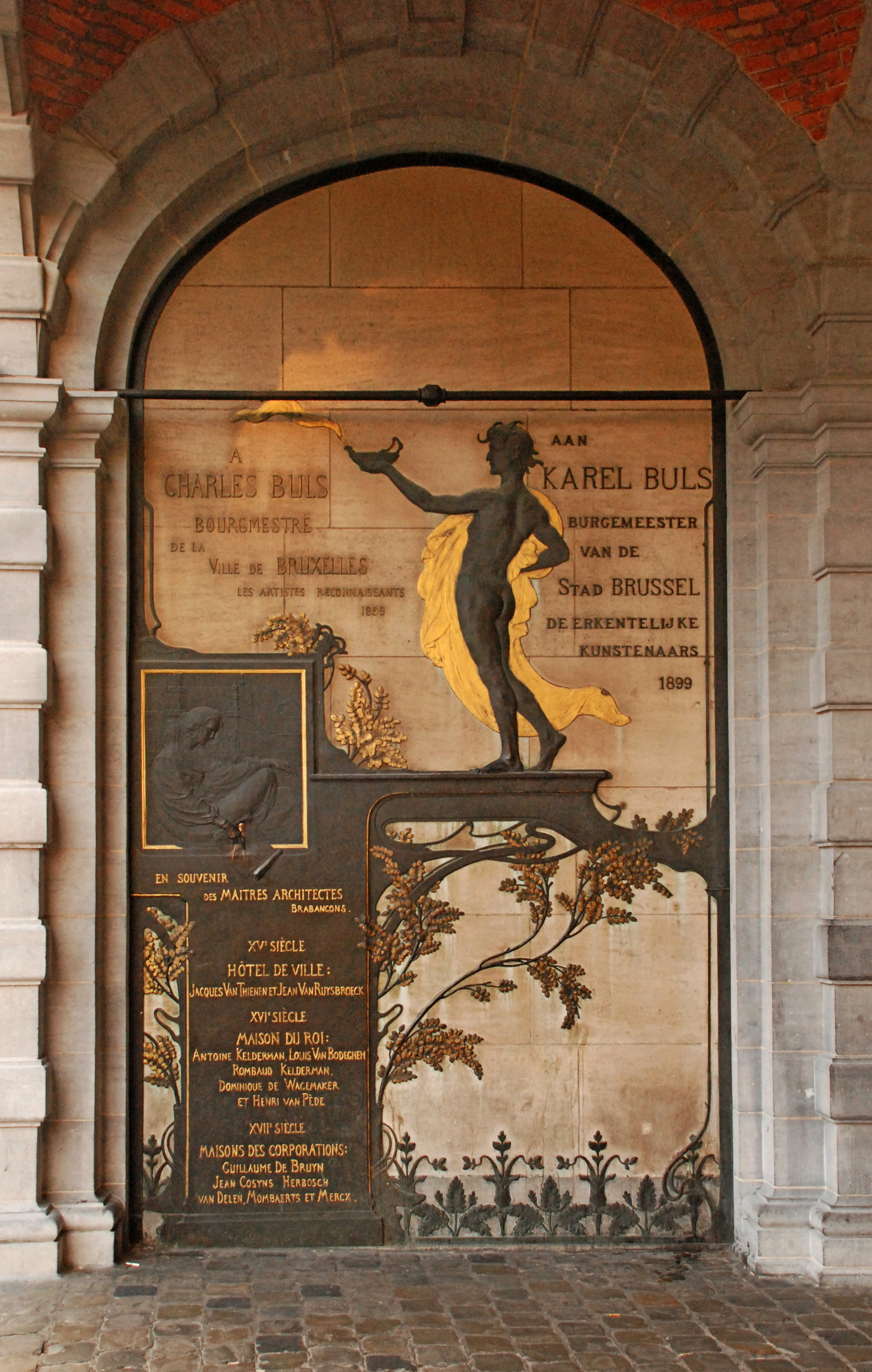
Monument à Charles Buls (avec Victor Rousseau).

Progressivement le cours de la carrière d’Horta se modifie : il consacre davantage de temps à l’enseignement. Il était devenu en 1893 professeur d’architecture à la Faculté Polytechnique de l'Université Libre de Bruxelles, une charge dont il démissionne en 1911 à la suite d'un différend avec les autorités académiques concernant la construction des nouveaux bâtiments de l’université. Horta devient l’année suivante professeur à l’Académie des Beaux-Arts de Bruxelles et obtient en 1913 un mandat de directeur pour trois ans. Il désire reformer l’enseignement de l’architecture et s’attire de vives inimitiés de la part de certains de ses collègues.

### Les États-Unis
Ses activités sont interrompues pendant la Première Guerre mondiale. Parti à Londres en 1915 pour assister à un congrès, il ne peut rentrer en Belgique. Poussé par la nécessité de gagner sa vie, il part aux États-Unis où il donne des conférences. Il revient en 1919 et vend sa maison et son atelier. Après ses années d’exil forcé, il doit faire face à une situation difficile.

### Les grands chantiers
Il faut poursuivre les chantiers entamés : le Musée des Beaux-Arts de Tournai (1903-1928), l’hôpital Brugmann à Jette (1906-1923), la Gare centrale (1912 ; achevée par Maxime Brunfaut entre 1946 et 1952) et se battre pour prouver qu’il est toujours un grand architecte. En 1919, Horta présente ses premiers plans pour la construction d’un Palais des Beaux-Arts. L’État belge refuse le projet jugé trop onéreux. Celui-ci sera relancé en 1922 grâce à l’intervention d’Henri Lebœuf et à la création de la « Société du Palais des Beaux-Arts » dont le capital rémunéré est garanti par le gouvernement. L’architecture magistrale du Palais des Beaux-Arts sera longtemps méconnue probablement à cause d’un langage formel classicisant, inspiré par l’architecture de la place Royale, et de la discrétion de l’implantation en contrebas de la place des Palais. Pour compliquée qu’elle fût après la Première Guerre mondiale, la vie d’Horta ne manqua pas de témoignages de reconnaissance : en 1925, il construit le Pavillon d’Honneur de la Belgique au sein de l’exposition des Arts décoratifs à Paris. L’année suivante, il préside le jury du concours international pour la conception du Palais de la Société des Nations à Genève et est nommé officier de la Légion d’honneur. Il est élevé au titre de baron en 1932 par le roi Albert Ier.

### La fin de vie
En 1935, il écrit une Étude objective sur les auteurs des serres du jardin botanique de Bruxelles.
En 1938, il fait partie de l'ASBL Les Défenseurs du Jardin botanique de Bruxelles et participe à la brochure Il faut respecter le "Botanique" parce que...
En 1939, Victor Horta commence la rédaction de ses Mémoires. Il connaît des drames dans sa vie privée à ce moment-là, son second mariage est un échec et sa fille Simone meurt inopinément en décembre 1939. Il arrête la rédaction et ne la reprend qu'en 1941, sous une forme différente et ne couvrant que la période 1894-1906. Les Mémoires de Victor Horta sont publiées en 1986, avec des annotations de la conservatrice du musée Horta, Cécile Dulière.
En août 1945, lors de son dernier déménagement du numéro 18, place Stéphanie au numéro 76, rue Saint Bernard, il vend comme vieux papier à la firme De Vriendt environ 800 kg de dessins, de croquis et d'archives, anéantissant de fait pratiquement entièrement l'imposante documentation graphique de toute son œuvre.
Il meurt le 8 septembre 1947 à Bruxelles, dans la clinique qu'il a construite rue de Linthout.
Trois ans après, la maison Aubecq est détruite, en 1965 c'est la Maison du Peuple et, en 1967, le magasin Innovation est ravagé par un violent incendie.
Jean Delhaye, qui a débuté avec Victor Horta en 1934, s'évertue de sauvegarder documents et patrimoine. Il fonde le musée Horta, fait démonter pierre à pierre les bâtiments voués à la démolition et encourage la publication de la première monographie consacrée à l'architecte, rédigée par Franco Borsi et Paolo Portoghesi. Barbara van der Wee est une des spécialistes chargées de la restauration de ses œuvres.

## Le style Horta
Victor Horta a amené des innovations révolutionnaires dans l'architecture : le plan ouvert, la diffusion et la transformation de la lumière au travers de l’ensemble de la construction et l'intégration des lignes courbes de la décoration à la structure du bâtiment. Il s'intéresse à la ligne courbe dès sa sortie de l'Académie, afin de « transposer aux autres éléments de l'architecture le galbe séculaire des colonnes » (Mémoires). Beaucoup de ses réalisations s'inspirent de l’œuvre de Viollet-le-Duc.
Il était un disciple d'Eugène Viollet-le-Duc : « Je pensais à Viollet-le-Duc, à ses Entretiens sur l'Architecture, à ses Dictionnaires raisonnés de l'Architecture et de l’Ameublement ; à toute son admirable analyse de l'Art d'une merveilleuse époque » .
Il utilise des structures métalliques, qu'il laisse souvent apparentes, de sorte qu'elles deviennent partie de la décoration. Elles permettent la création d'espaces de vie flexibles, généreusement éclairés grâce à des verrières et des puits de lumière. Les décors intérieurs sont d'une grande inventivité, sols en mosaïque, murs peints, ferronneries faites de volutes et d'arabesques et mobilier personnalisé.
Les maisons de Victor Horta sont toutes différentes et parfaitement adaptées au style de vie du commanditaire. Très vite, il conçoit chaque détail de ses constructions et crée lui même le mobilier.
Plus tard, alors que l'Art nouveau est en déclin, Victor Horta évolue et les lignes droites remplacent les courbes mais il continue à jouer avec la lumière, les couleurs de la lumière et l’agencement des espaces. Après la Première Guerre mondiale, ses conceptions architecturales changent encore, ses constructions utilisent le béton et deviennent cubistes.
Son architecture démontre aussi ses préoccupations sociales : des fenêtres éclairent les sous-sols où se situent les cuisines, des monte-plats et des buffets tournants simplifient la vie des domestiques.

## Quelques œuvres
À Bruxelles :

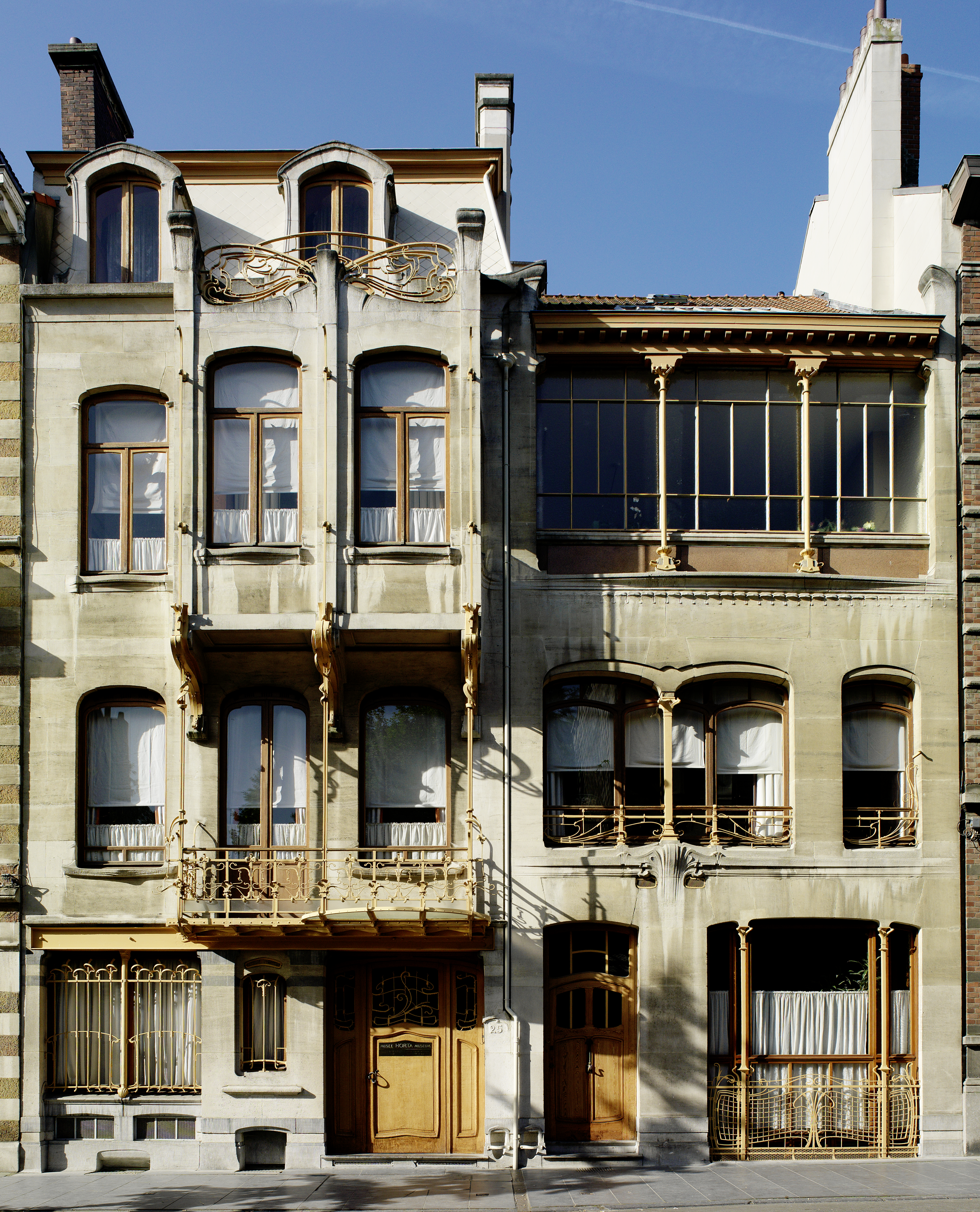
Maison Horta (musée Horta).

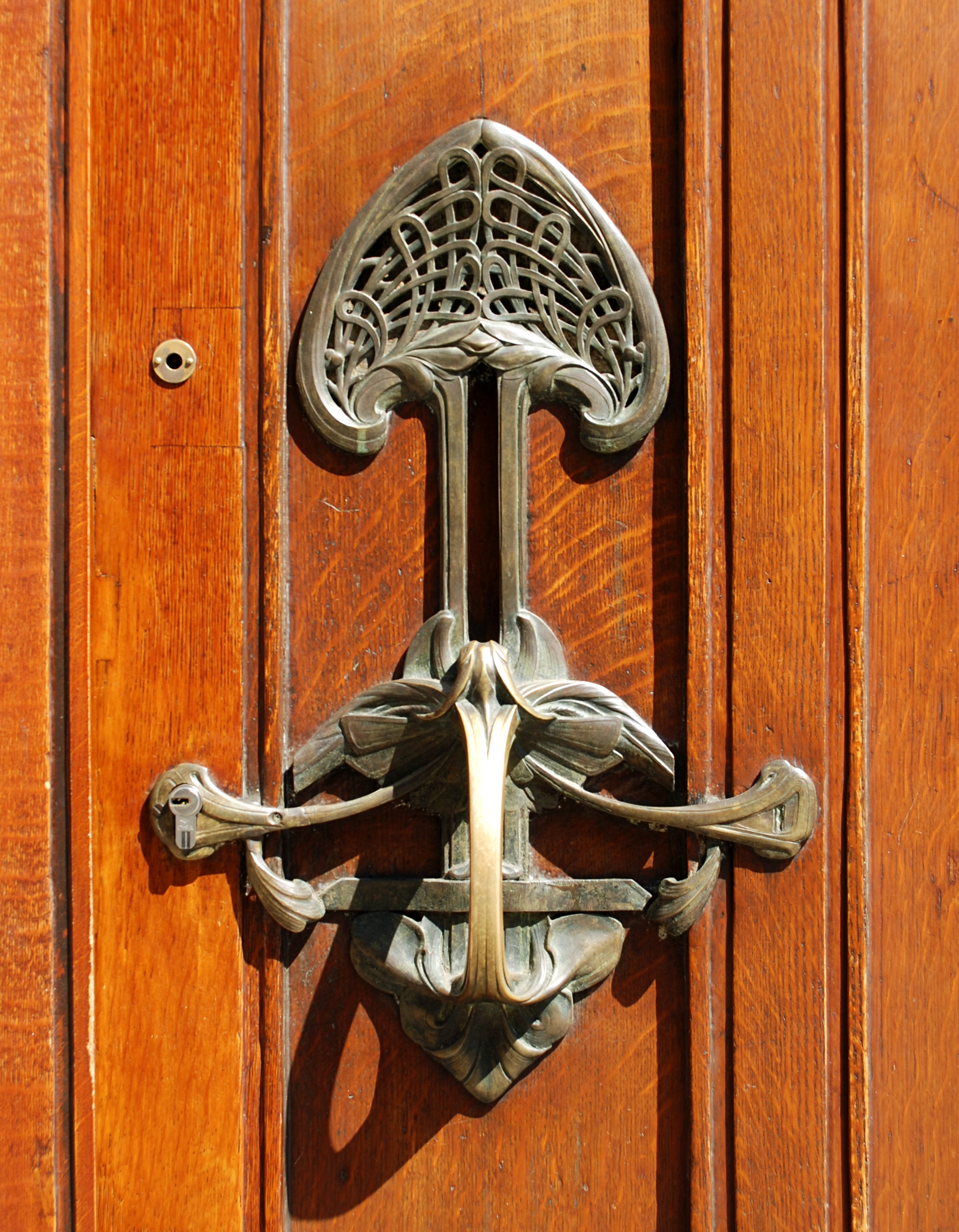
Poignée de porte de la maison-atelier du sculpteur Fernand Dubois.

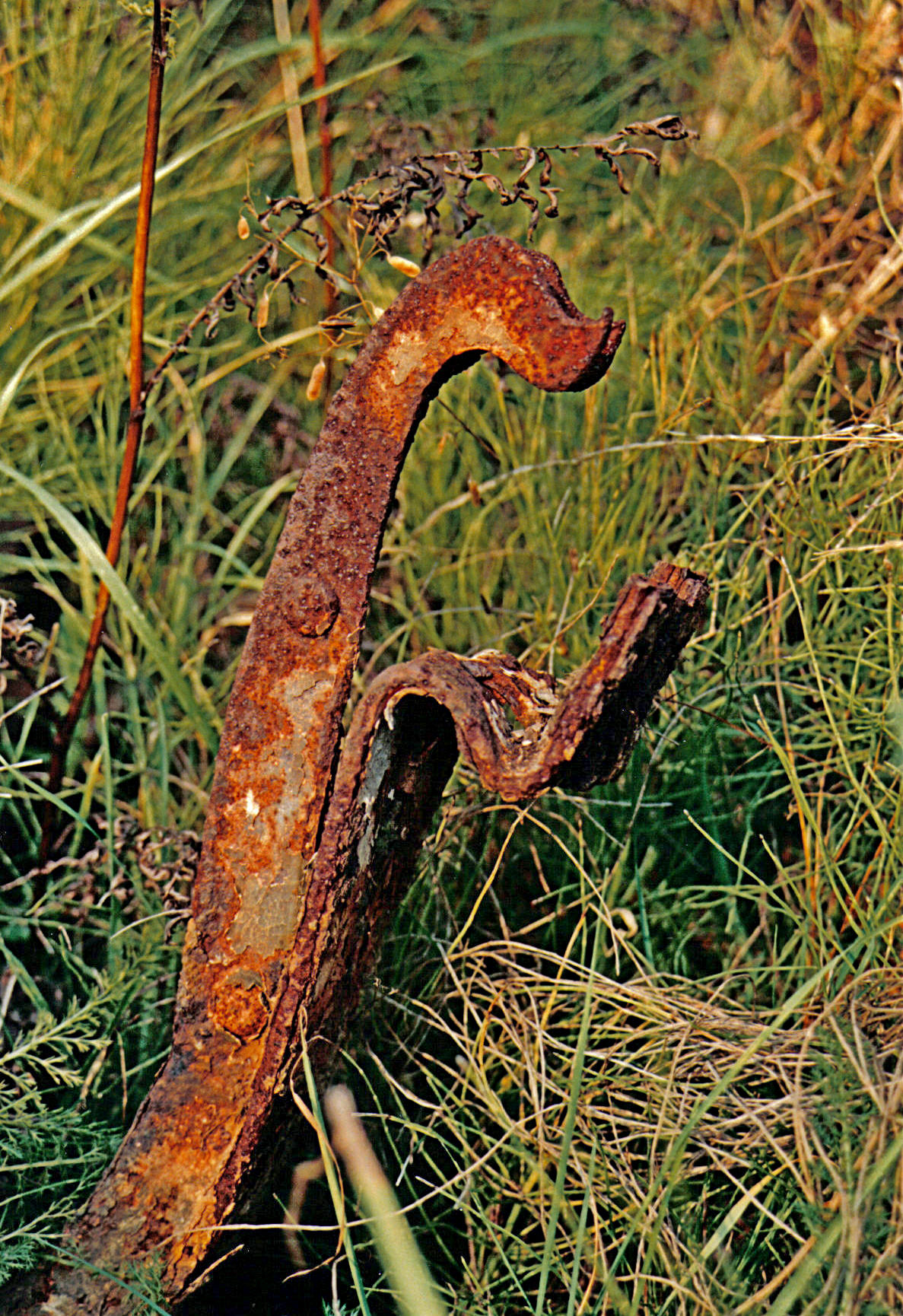
Vestige de la Maison du Peuple dans les champs à Jette (années 1980).

- 1890 : la Maison Matyn - 50 rue de Bordeaux à Saint-Gilles
- 1890-1903 : transformation de deux maisons néoclassiques datant de 1844 et appartenant à Henri Van Cutsem (ancien Hôtel Charlier, aujourd'hui Musée Charlier), protégées en 1993, 16 avenue des Arts et 42 rue de la Charité à Saint-Josse-ten-Noode
- 1892-1893 : l'Hôtel Tassel - 6 rue Paul-Émile Janson - patrimoine mondial par l'Unesco
- 1893 : la Maison Autrique - 266 chaussée de Haecht
- 1894 : l'Hôtel Winssinger - 66 rue de l'Hôtel des Monnaies
- 1894 : l'atelier de Godefroid Devreese - 71 rue des Ailes, transformé
- 1894-1895 : l'Hôtel Frison - 37 rue Lebeau
- 1894-1898 : l'Hôtel Solvay - 224 avenue Louise - patrimoine mondial par l'Unesco
- 1895-1897 : l'Hôtel van Eetvelde - 2 et 4 avenue Palmerston - patrimoine mondial par l'Unesco
- 1895-1899 : le jardin d'enfants no 15 de Bruxelles-ville, 40 rue Saint-Ghislain
- 1895-1923: la clinique Saint-Michel - 152-154 Rue de Linthout à Etterbeek, conçue en collaboration avec les architectes Hubert Marcq et Fernand Symons
- 1896 : l'Hôtel Deprez-Van de Velde - 3 avenue Palmerston et 14 rue Boduognat
- 1896-1899 : la Maison du Peuple, détruite en 1965
- 1898-1901 : la maison personnelle et l'atelier - 23-25 rue Américaine - patrimoine mondial par l'Unesco
- 1899 : le pavillon des Passions humaines, parc du Cinquantenaire, abritant un bas-relief de Jef Lambeaux
- 1899-1902 : l'hôtel Aubecq - 520 avenue Louise, démoli en 1950. Une des façades fut démontée en 1949 et entreposée successivement en plusieurs endroits dont une caserne namuroise grâce à l'action de l'architecte Jean Delhaye, ancien élève et sauveur de quelques immeubles de Victor Horta. Les portes et les plans ont été vendus par un antiquaire tournaisien.
- 1901 : À l'Innovation, rue Neuve, grand magasin, détruit par un incendie en 1967.
- 1901-1903 : Maison-atelier du sculpteur Pierre Braecke - 31 rue de l'Abdication
- 1901-1903 : Maison-atelier du sculpteur Fernand Dubois - 80 avenue Brugmann
- 1903 : le Grand bazar Anspach - boulevard Anspach
- 1903 : les anciens magasins Waucquez, actuellement Centre belge de la bande dessinée - 20-21, rue des Sables
- 1903 : la Maison Sander Pierron, 157 rue de l'Aqueduc à Ixelles
- 1904-1906 : l'Hôtel Max Hallet - 346 avenue Louise
- 1906 : la Maison Vinck - 85 rue Washington à Ixelles
- 1906-1923 : l'Hôpital Brugmann - 4 place Van Gehuchten (Laeken)
- 1909 : les anciens magasins Wolfers frères - 11-13 rue d'Arenberg
- 1922-1928 : le Palais des beaux-arts de Bruxelles - rue Ravenstein
- 1947-1952 : la gare de Bruxelles-Central - Cantersteen, terminée par Maxime Brunfaut.

À Gand

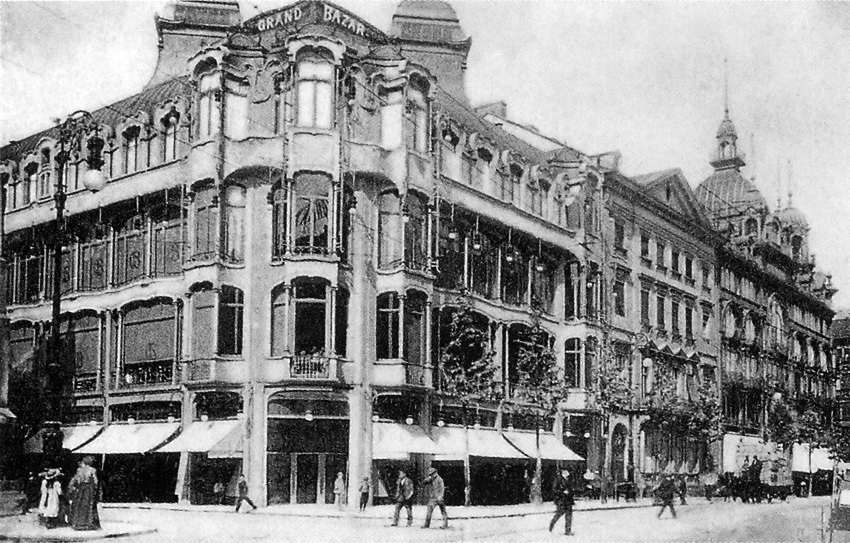
Le Grand Bazar (1903–1905) à Francfort, en 1910

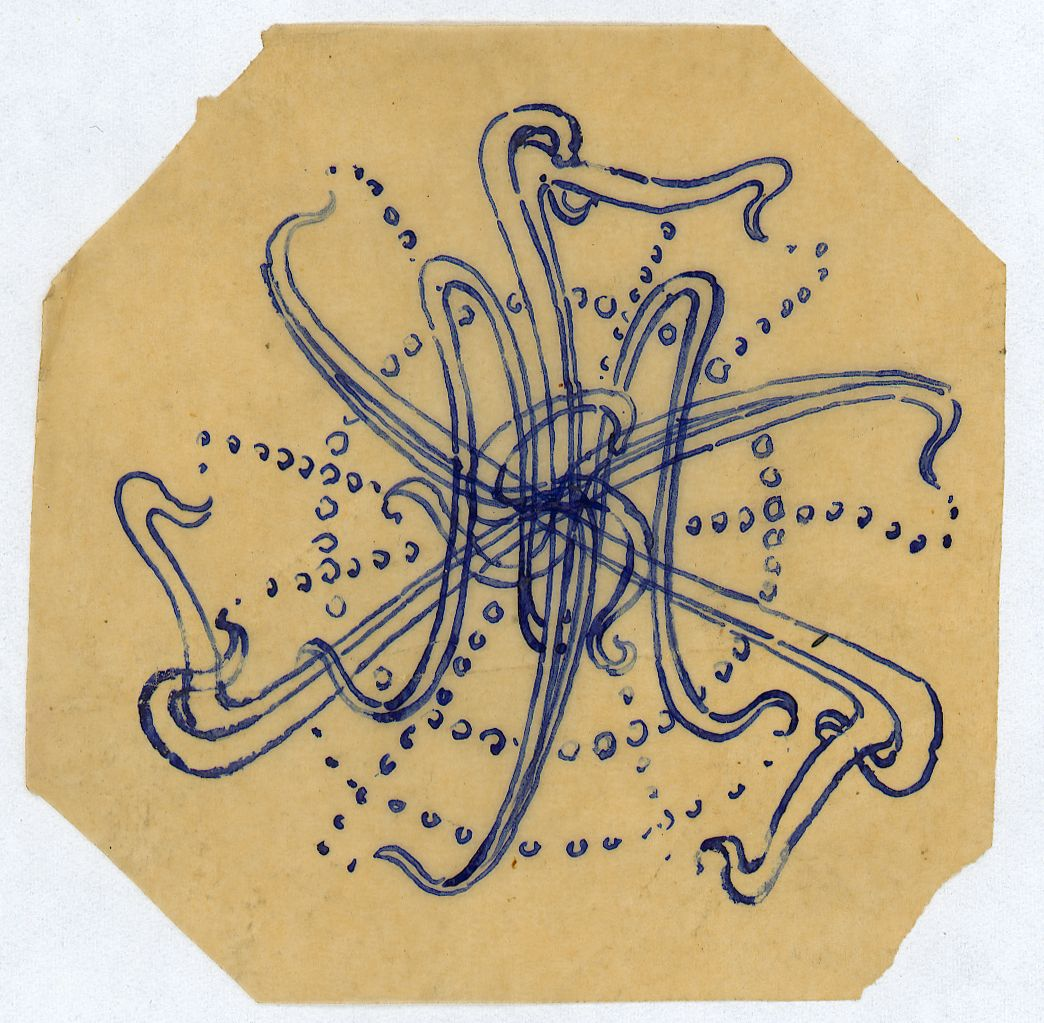
Croquis d'un ornement par Victor Horta

- 1885 : trois maisons - 49, 51 et 53 Twaalfkameren à Gand

À La Hulpe
- La Bastide, sa maison de campagne et sa conciergerie surplombant le lac de Genval sur un terrain acheté en 1912[20].
- 1895-1896 : la pompe à bras des écuries du Château de La Hulpe[21]

À Liège
- Le pavillon Solvay à l’Exposition universelle de Liège de 1905[22].

À Oudenburg (près d'Ostende) :
- 1890 : la sépulture de Desiré Lesaffre, commandée par la loge maçonnique Les Amis Philanthropes

À Renaix :
- 1899-1903 : la Villa Carpentier

À Tournai

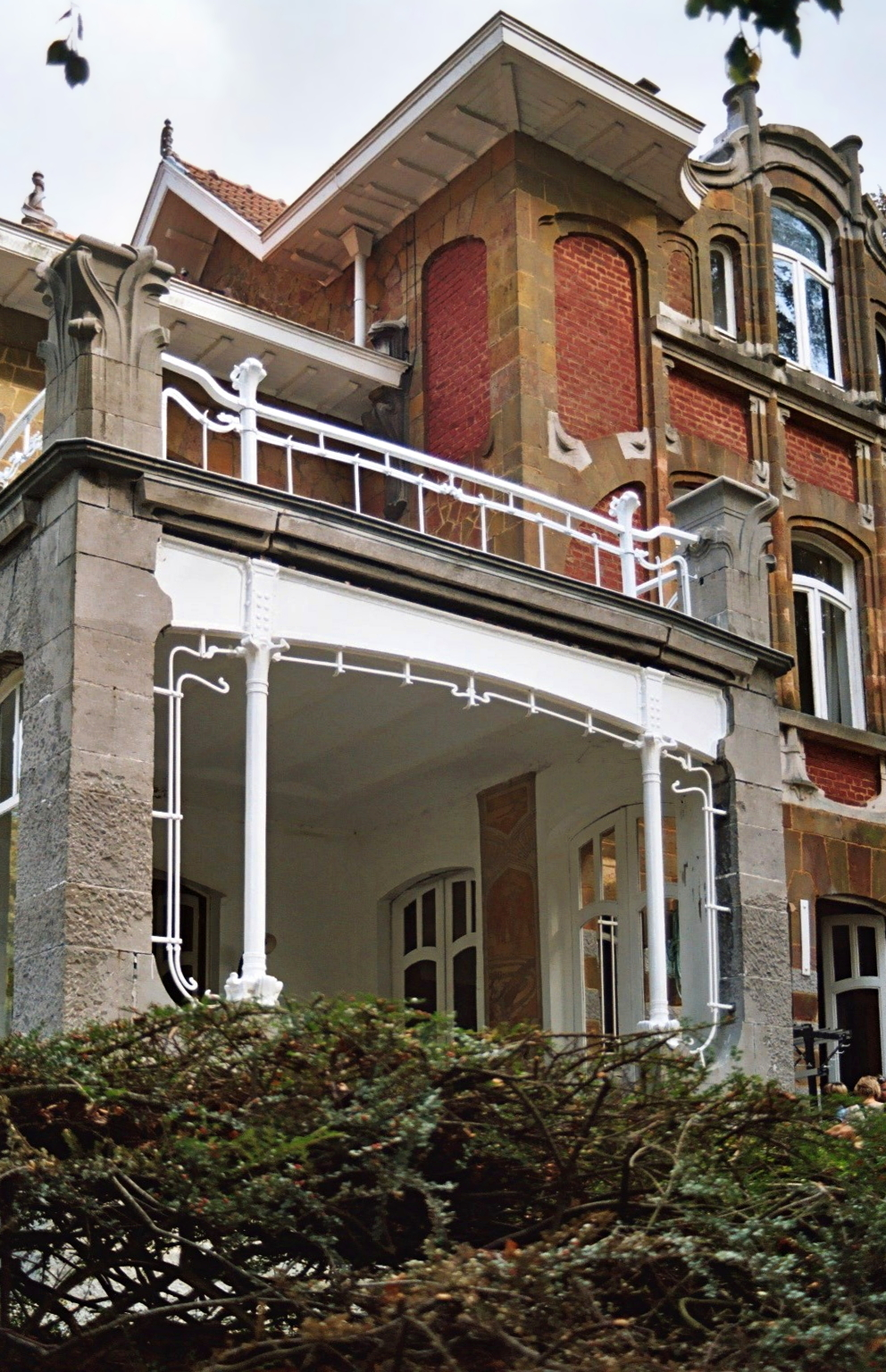
Villa Carpentier.

- 1922-1928 : le Musée des beaux-arts de Tournai (premiers plans d'avant la Première Guerre mondiale)
- Deux piédestaux en collaboration avec son ami le sculpteur Guillaume Charlier

À Sosoye (à proximité de Maredsous)
- 1905 : une maison de campagne appelée la villa Haute Bise[23]

En Allemagne
- 1903 : le grand magasin Grand Bazar à Francfort-sur-le-Main, démoli

## Honneurs, distinctions et armes

### Distinctions
- 1884 : reçoit le prix Godecharle
- Grand officier de l'ordre de Léopold.
- Grand officier de l'ordre de la Couronne (en novembre 1936).
- Grand officier de l'ordre de Léopold II.
- Officier de la Légion d'honneur.
- Officier de l'ordre de la Couronne d'Italie

.

### Hommages
- 1948 : fondation du Prix baron Horta, remis par la Classe des beaux-arts de l'Académie royale de Belgique
- 1993 : ouverture le 3 décembre de la station de métro Horta[24]
- 1994 : introduction du billet de 2 000 francs belges à son effigie par la Banque nationale de Belgique[25]
- 1996 : fondation du Prix Bruxelles-Horta, remis par la Société des architectes diplômés de la Ville de Bruxelles[26]
- 1996: Les anciens athénées royaux de Saint-Gilles et Forest deviennent l'Athénée royal Victor Horta lors de leur fusion[27].
- Un astéroïde découvert en 1931 porte son nom[28]

### Classement UNESCO
- 2000 : inscription sur la liste du patrimoine mondial de l'UNESCO de quatre réalisations majeures [16]:
  - l'Hôtel Tassel (1893)
  - l'Hôtel Solvay (1895-1903)
  - l'Hôtel van Eetvelde (1895-1901) (actuellement propriété de Distrigaz, qui l'utilise comme espace de réception, visites en groupe)
  - la Maison Horta (1898-1901) (actuellement Musée Horta)

La maison et l'atelier de Victor Horta benéficient en outre de la protection renforcée depuis le 18 décembre 2013 dans le cadre de la convention de l'UNESCO pour la protection des biens culturels en cas de conflit armé.

### Musées
À Bruxelles, trois réalisations de l'architecte sont ouvertes au public :
- l'ancienne maison personnelle et l'atelier de l'architecte sont devenus le Musée Horta ;
- la Maison Autrique, une des premières réalisations de Victor Horta, présente une scénographie intérieure conçue par François Schuiten et Benoît Peeters ;
- les anciens magasins Waucquez abritent le Centre belge de la bande dessinée

### Armes
| Armoiries du baron Horta | Armoiries du baron Horta |
| ------------------------ | --- |
|                          | Blasonnement : Coupé au premier d'argent à trois équerres mal ordonnées d'azur, au second d'azur à la tortue posée en pal d'argent. L'écu sommé pour le titulaire et ceux de ses descendants qui seront appelés à porter après lui le titre que nous lui concédons d'une couronne de baron et supporté à dextre par un lion d'or, armé et lampassé de gueules, à senestre par un griffon d'or armé et langué de gueules ; l'écu surmonte pour ses autres descendants d'un heaume d'argent couronné, grillé, colleté et liseré d'or, doublé et attaché de gueules, aux lambrequins d'argent et d'azur. Cimier : un compas d'azur entre un vol d'argent. Devise : "Par le labeur vers les sommets" d'argent sur un listel d'azur. Symbolisme : Les équerres de l'écu et le compas du cimier rappellent qu'il est franc-maçon ainsi que sa profession. |

### Référence audio
- "Victor Horta", sa vie et son œuvre décryptée par Michèle Goslar. Interview par Edmond Morrel En ligne.